# آی‌ان‌اس رانویر (دی۵۴)
آی‌ان‌اس رانویر (دی۵۴) (به انگلیسی: INS Ranvir (D54)) یک کشتی است که طول آن ۱۴۷ متر (۴۸۲ فوت) می‌باشد. این کشتی در سال ۱۹۸۳ ساخته شد.